# 征矢野 (松本市)
征矢野（そやの）は長野県松本市の市街地にある町名。現行行政地名は征矢野1丁目及び征矢野2丁目。住居表示実施済み。郵便番号は390-0842。

## 概要
市中心部から約2.5km、副次的中心地の南松本から約1kmにあり利便性が高いことから住宅地が形成されている。幹線道路沿いには商店も見られる。地域は全体に細長い。
2丁目では区画整理が行われており、隣接する高宮北と一緒に地区計画が策定された。それによると、この地区は中低層住宅地を目指し、建築物の高さ制限などの規制がある。また、パチンコ店などの娯楽施設を用途とする建物も規制の対象となっている。
江戸時代には征矢野村を形成していた。 
征矢野の地名は、古代に信濃国から朝廷に梓弓が献上されたが、その弓に用いられた征討の矢(征矢)がこの地でつくられたという伝承による。中世には信濃守護小笠原氏の居館が井川にあり、この辺りにも町割りがあったといわれる。近世には庄内組征矢野村とよばれた。 
征矢野は、奈良井川と田川が合流する位置に形成された湧水地帯に位置する鎌田地区の1町会となっている。征矢野と井川城（昭和に上区・中区・下区に分町）・鎌田・両島・笹部・高宮の8町会と、明治から昭和20年以後に開発された中条町・中条南・五月町・月見町・南原町・弥生町・昭和町・ 石芝町・石芝東の9町会を合わせた17町会で鎌田地区が構成されている。 
この鎌田地区の開発は、建武の新政 (1333年～ 1336年) の際、足利尊氏に従って手柄をあげた小笠原貞宗が、その功績によって信濃守護に任命され、小島の井川の地に守護所（井川城）を構えたことにより始まった。明治8年に征矢野村は、小島村、鎌田村などを含めた7村と共に信楽村に合併して筑摩村となった。信楽村は、その前年（明治7年）に笹部村、高宮新田村、両島村を含めた7村が合併し信楽村となっていた。明治22年には町村制の施行により、筑摩村の一部であった小島区、鎌田区、征矢野区と信楽村から分村した笹部村、高宮村、両島村を含め8つの区域が合併し松本村が誕生した。大正14年に松本村は松本市に編入された。

## 歴史
- 1974年（明治7年）笹部村、高宮新田村、両島村など７村が合併して信楽村
- 1975年（明治8年）信楽村に征矢野村、小島村、鎌田村など８村が合併して筑摩村
- 1889年（明治22年）筑摩村の内の小島区、鎌田区、征矢野区、既に信楽村から分離した笹部村、高宮村、両島村などが合併し松本村が誕生
- 1925年（大正14年）松本村が松本市に編入

- 1985年（昭和60年）2月12日 - 1〜2丁目で住居表示実施[4]。

## 世帯数と人口
2018年（平成30年）10月1日現在の世帯数と人口は以下の通りである。
| 丁目        | 世帯数    | 人口    |
| ----------- | --------- | ------- |
| 征矢野1丁目 | 567世帯   | 1,186人 |
| 征矢野2丁目 | 512世帯   | 1,106人 |
| 計          | 1,079世帯 | 2,292人 |

## 名所

### 善光寺 西光庵
住所：征矢野2-4-3
善光寺西光庵は曹洞宗全久院の末寺。現在の西光庵本尊である善光寺如来像は文政6年(1823)4月に作製されたものが鎮座している。敷地内には、等身大の地蔵、六地蔵、青面金剛、観音像も遷座している。西光庵の宝物として曼陀羅、閻魔様、涅槃等の掛け軸があり、お十夜と文化祭には町民に公開している。

### 御嶽教 松本教会
住所：征矢野1-1-11
かつて出家した武士が山伏となってこの地を通りかかったが、村人に殺されてしまった。昭和４年頃現教会の宮司さんの祖父の夢枕に山伏が立ち、自分を祀るように言った。そこで山伏を祀る祠を作った。今はこの祠の前に石が積んであり、その石を布にくるんで病の部分を撫でると不思議に病が治ると言い伝えられている。病完治の折りには新たな石をよく清めお礼にこの祠の前に返すとよい。

### 開道記念碑
住所：征矢野1-4-11
この記念碑は、明治四十年の市政施行にあたり、松本町長から初代市長に就任し、昭和十二年から辞任まで三十年間の在任記録を持つ小里頼永（おりよりなが）（八十一翁）書により昭和十年三月に建立された。この道は、鎌田小学校西北交差点より征矢野一丁目交差点を斜めに、両島・笹部方面に向かう道で水田をつぶし、農閑期に近隣装荷青壮年を動員し線路を作り奈良井川の土砂をトロッコで運搬して作った道である。道路幅は広く食糧増産時には日当たりのよい道路南側に農家が麦はぜを作り乾燥場に利用した。(当地案内板より)

### 戸隠神社
住所：征矢野2-4-3
征矢野公民館の脇にある小さな神社。神社手前にはお墓があり、二十三夜塔がある。征矢野公民館入口には旧町名碑があり「征矢野の地名は、古代に信濃から朝廷に梓弓が献上されたが、その弓に用いられた征討の矢（征矢）がこの地で作られたという伝承による。中世には信濃守護小笠原氏の居館が井川にあり、この辺りにも町割りがあったといわれる。近世には庄内組征矢野村とよばれた。」と記載されている。

### 野々宮神社
住所：征矢野2-14-29　本社祭神名：健御名方命　例祭日：１０月体育の日
脇には由来案内板には「氏神様の始りは産神諏訪大明神（文明七年建之＝一四七四年）と神明社（永禄八年建之＝一五六五年）の両社が合祀され（慶長年間一五九六～一六六五年）村社野々宮神社となる。神社末社の五つの祠は拝殿の北側にあり合祀後建てられたものと推定され長い間の風雪による痛み甚だしく此の度同署に再建するものである。」と野々宮神社と五つの祠のことが記されている。
・稲荷社…五穀豊穣　商売繁盛　宇迦之御魂神
・鹿島社…天下統一　国家安泰　武神
・天神社…学業成就　学問上達　菅原道真公
・疱瘡社…厄病神祓　祈祷事神　八日神
・護国神社…護国神霊